# Osiedle Jagiellońskie (Gniezno)
Osiedle Jagiellońskie – osiedle mieszkaniowe w dzielnicy Winiary, w północnej części Gniezna.
Na terenie osiedla znajduje się centrum handlowe, Gnieźnieńska Spółdzielnia Mieszkaniowa i biblioteka.

## Lokalizacja
Osiedle Jagiellońskie leży na północ od osiedla Orła Białego i obejmuje obszar wyznaczony następującymi granicami:
- od wschodu:  osiedlem Piastowskim
- od południa: ul. Winiary
- od zachodu: ul. Gdańską
- od północy: ul. Lednicką